# Стабилизированный оксидом иттрия диоксид циркония

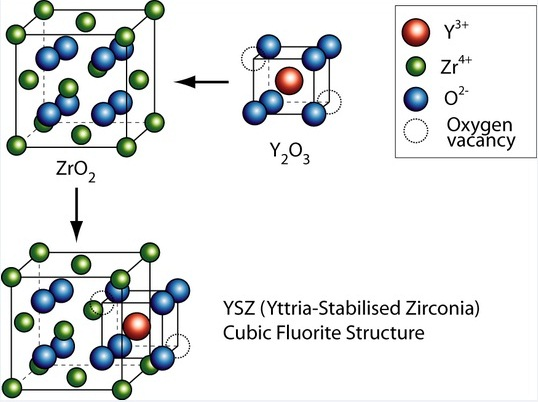
Кристаллическая структура оксида циркония, стабилизированная оксидом иттрия (YSZ)

Стабилизированный оксидом иттрия диоксид циркония (YSZ) — керамика, в которой кубическая кристаллическая структура диоксида циркония стабилизируется добавлением оксида иттрия при комнатной температуре.

## Стабилизация
Чистый диоксид циркония претерпевает фазовое превращение из моноклинного (стабильного при комнатной температуре) в тетрагональный (примерно при 1173 °С), а затем в кубический (около 2370 °С) по следующей схеме:
моноклинный {\displaystyle {\ce {<->[1173~^{\circ }{\text{C}}]}}} тетрагональный {\displaystyle {\ce {<->[2370~^{\circ }{\text{C}}]}}} кубический {\displaystyle {\ce {<->[2690~^{\circ }{\text{C}}]}}} плавление
Получение стабильного спечённого керамического изделия из диоксида циркония затруднено из-за большого изменения объёма, сопровождающего переход от тетрагонального к моноклинному (около 5 %). Стабилизация кубического полиморфа диоксида циркония в более широком интервале температур достигается замещением некоторых ионов Zr4+ (ионный радиус 0,82 Å слишком мал для идеальной решетки флюорита, характерной для тетрагонального диоксида циркония) в кристаллической решётке с несколько более крупными ионами, например Y3+ (ионный радиус 0,96 Å). Полученные легированные оксиды циркония называют стабилизированными оксидами циркония.
Материалы, относящиеся к YSZ, включают в себя оксиды циркония, стабилизированные оксидом кальция, оксида магния, оксида церия или оксида алюминия, или частично стабилизированные оксиды циркония (PSZ).
Хотя 8-9 мол.% YSZ  не полностью стабилизируется в чистой кубической фазе YSZ до температур выше 1000 °C (работа и публикации в ней), наиболее часто используются следующие сокращения:
- Частично стабилизированный диоксид циркония ZrO2:
  - PSZ — частично стабилизированный оксид циркония
  - TZP — тетрагональный поликристалл оксида циркония
  - 4YSZ — ZrO2, частично стабилизированный 4 мол.% Y2O3, диоксид циркония, частично стабилизированный оксидом иттрия
- Полностью стабилизированный диоксид циркония ZrO2:
  - FSZ — полностью стабилизированный диоксид циркония
  - CSZ — кубический стабилизированный диоксид циркония
  - 8YSZ — ZrO2, полностью стабилизированный 8 мол.% Y2O3
  - 8YDZ — 8-9 мол.% Y2O3, допированный ZrO2: из-за того, что материал не полностью стабилизирован и разлагается при высоких температурах нанесения, см. далее[3][4][5]

## Коэффициент теплового расширения
Коэффициенты теплового расширения зависят от модификации диоксида циркония:
- Моноклинная: 7 · 10−6/К[6]
- Тетрагональный: 12 · 10−6/К
- Y2O3 стабилизированный: 10,5 · 10−6/К

## Ионная проводимость YSZ и её деградация
При добавлении иттрия к чистому диоксиду циркония (например, полностью стабилизированный YSZ) ионы Y3+ замещают Zr4+ на катионной подрешетке. Таким образом,  из-за зарядовой нейтральности образуются кислородные вакансии:
{\displaystyle {\text{Y}}_{2}{\text{O}}_{3}\rightarrow 2{\text{Y}}_{\text{Zr}}^{'}+3{\text{O}}_{\text{O}}^{\text{x}}+{\text{V}}_{\text{O}}^{\bullet \bullet }} с {\displaystyle [{\text{V}}_{\text{O}}^{\bullet \bullet }]={\frac {1}{2}}[{\text{Y}}_{\text{Zr}}^{'}],}
то есть два иона Y3+ создают одну вакансию на анионной подрешётке. Это способствует умеренной проводимости стабилизированного оксидом иттрия диоксида циркония для ионов O2− (и, следовательно, электропроводности) при повышенной и высокой температуре. Эта способность проводить ионы O2− делает стабилизированный оксидом иттрия диоксид циркония подходящим для применения в качестве твёрдого электролита в твёрдооксидных топливных элементах.
При низких концентрациях легирующей примеси ионная проводимость вещества увеличивается с увеличением содержания Y2O3. Достигаемый максимум при около 8—9 мол.% практически не зависит от температуры (в диапазоне 800—1200 °С). К сожалению, при этих температурах 8-9 мол.% YSZ (8YSZ, 8YDZ) также оказалось расположенным в 2-фазном поле (c+t) фазовой диаграммы YSZ, что приводит к распаду материала на Y-обогащённые и Y-обеднённые области на нанометровом масштабе и, следовательно, электрическую деградацию во время работы. Микроструктурные и химические изменения в нанометровом масштабе сопровождаются резким снижением ионно-кислородной проводимости 8YSZ (деградация 8YSZ) примерно на 40 % при 950 °С в течение 2500 часов. Следы примесей, таких как Ni, растворённые в 8YSZ, например, из-за изготовления топливных элементов, могут оказать серьёзное влияние на скорость разложения (ускорение внутреннего разложения 8YSZ на порядки величины), так что ухудшение проводимости становится проблемой даже при низких рабочих температурах в диапазоне 500—700 °С.
В настоящее время в качестве твёрдых электролитов используются более сложные керамики, такие как диоксид циркония, легированный одновременно оксидом иттрия и, например, оксидом скандия.

## Приложения
YSZ имеет ряд приложений:

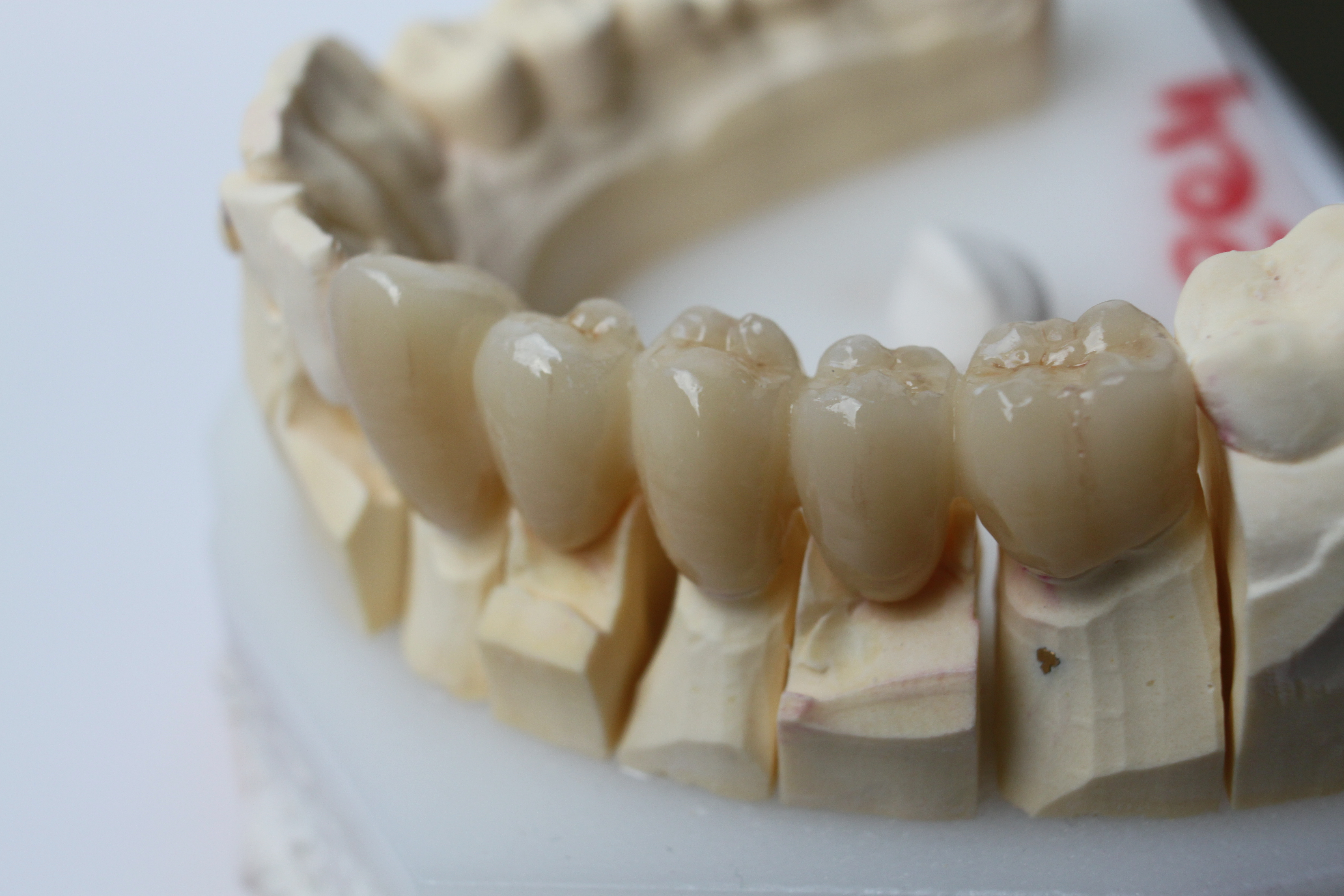
Несколько безметалловых зубных коронок

- Как твёрдый и химически инертный материал (например, в зубных коронках).
- Как огнеупор (например, в реактивных двигателях).
- В качестве термобарьерного покрытия в газовых турбинах.
- Как электрокерамика благодаря своим ионопроводящим свойствам (например, для определения содержания кислорода в выхлопных газах, для измерения pH в высокотемпературной воде, в топливных элементах).
- Как твёрдый электролит в производстве твердооксидных топливных элементов (ТОТЭ), обеспечивающий проводимость ионов кислорода при блокировании электронной проводимости. Чтобы достичь достаточной ионной проводимости, ТОТЭ с электролитом YSZ должен работать при высоких температурах (800—1000 °C)[9]. Хотя выгодно, чтобы YSZ сохранял механическую прочность при этих температурах, необходимая высокая температура часто является недостатком ТОТЭ. Высокая плотность YSZ также необходима для физического отделения газообразного топлива от кислорода, иначе электрохимическая система не будет производить электроэнергию[10][11].
- Как украшение из-за своей твёрдости и оптических свойств в монокристаллической форме.
- В качестве материала для неметаллических ножевых лезвий.
- В водной основе пасты собственноручно изготавливаемых керамики и цементов. Они содержат микроскопически размолотые волокна YSZ или субмикрометровые частицы, часто с силикатом калия и ацетатом циркония (при слегка кислом рН). Цементация происходит при удалении воды. Полученный керамический материал подходит для применения при очень высоких температурах.
- YSZ, легированный редкоземельными материалами, может выступать в качестве термографического люминофора и люминесцентного материала[12].
- Исторически использовался для светящихся стержней в светильниках Нернста.
- Как высокоточная центрирующая втулка для кабельных наконечников оптоволокна[13].